# Монастир Крупа (Хорватія)
Монастир Крупа (серб. Манастир Крупа) — монастир Сербської православної церкви в Північній Далмації на території сучасної Хорватії. Знаходиться на березі річки Крупа між містами Книн і Оброваць.

## Історія
Монастир Крупа був заснований за часів короля Милутина в 1317 році, фундаторами були ченці з району сьогоднішньої Босанска-Крупи. За часів царя Стефана Душана, в 1345 році монастир був оновлений, про що свідчить запис на склепінні монастирської церкви. Сербський король Стефан Урош II Милутин, його син Стефан Урош III і внук Стефан Урош IV Душан подарували монастирю значні земельні володіння. Пізніше їх приналежність монастирю підтверджували султанські фірмани.
Після турецького вторгнення на сербські землі монастир став духовною опорою для сербів Далмації. У цей період значну увагу йому надавали правителі династії Бранковичів. За часів венеціансько-турецьких воєн монастир неодноразово страждав, проте щоразу відновлювався та відбудовувався заново. У 1537 році він потрапив під владу турків, а з 1557 року управлінням ним взяли на себе архієреї Дабро-Боснійські.
У 1855 році обитель була значно оновлена за участю Російської імперії, Сербського князівства та Австрійської імперії. Умовою для виконання реставраційних робіт Австрія поставила виготовлення вікон у будівлях в готичному стилі.
Численні церковні книги, начиння та інші цінності для монастиря збирав Крупський архімандрит, мандрівник і відомий сербський письменник Герасим Зелич. У монастирі тривалий час перебував і Досітей Обрадович, а Сімо Матавуль вивчав там «приховані красоти» сербської мови. Ризниця монастиря зберігає безліч святинь. Самі приміщення зсередини прикрашені фресками відомих сербських майстрів XVII століття, в тому числі роботами Георгія Митрофановича.
В архіві монастиря зберігаються, серед інших історичних цінностей, й 22 султанських фірмани, з яких особливо значимим є фірман султана Мустафи II щодо захисту монастиря.
У 1941 році обитель осквернили хорватські усташі, а потім вона стала ареною жорстоких боїв. Після розпаду Югославії монастир опинився на території Сербської Країни, а після її знищення в 1995 році, був розграбований хорватськими військами і мародерами.
Завдяки старанням єпископа Далматинського Фотія Сладоєвича монастир було відновлено.